# Lac Lama
Le lac Lama (en russe : Лама озеро) est un lac du kraï de Krasnoïarsk, en Russie. 
En forme de long ruban orienté est-ouest, il est situé dans le bassin du fleuve Piassina, en amont du lac Melkoïe, au sein des monts Poutorana. Le lac couvre une superficie de 318 km2, une longueur de 80 km et une largeur de 7 km. 
Dans ses environs proches se retrouvent notamment les rivières Lama, Norilsk, Talaïa, ainsi que le lac Melkoïe.